# Puksoosero
Puksoosero (russisch Пуксоозеро) ist eine Siedlung städtischen Typs in Nordwestrussland. Der Ort gehört zur Oblast Archangelsk und hat 1212 Einwohner (Stand 14. Oktober 2010). Er befindet sich im Rajon Plessezk.

## Geographie
Puksoosero befindet sich etwa 216 km südlich der Oblasthauptstadt Archangelsk. Die nächstgrößere Stadt ist das rund 20 km nordwestlich gelegene Rajonverwaltungszentrum Plessezk. Von Süden nach Norden durchquert der 106 km lange Fluss Puksa das Dorf. Südlich von Puksoosero befindet sich der gleichnamige See Puksoosero, welcher durch das Aufstauen der Puksa entstanden ist.
Puksoosero ist Verwaltungssitz der Stadtgemeinde Puksooserskoje, zu der neben Puksoosero das Dorf Beloje Osero gehört.

## Geschichte
Puksoosero entstand in den 1930er Jahren als Spezialansiedlung für Kulaken, im Rahmen der Entkulakisierung. Mit Hilfe des Einsatzes von Häftlingen begann 1936 der Bau der Mechenga-Eisenbahnstrecke (Мехреньгская железная дорога) von Puksa nach Puksoosero. Die Strecke diente vor allem der Holzwirtschaft, wurde in den 1940er und 1950er Jahren stetig ausgebaut und verband so ein Netz von Lagerkolonien. 1938 wurde nahe der Siedlung ein Zellulosewerk von den Häftlingen des Gulags ONEGA-ITL errichtet, das 1939 in Betrieb ging. Das Zellulosewerk mit seinen etwa 600 Beschäftigten, produzierte Zellulose, welche als Rohstoff zur Herstellung von Schießpulver in der Stadt Wyborg diente. Zur Wasserversorgung des Zellulosewerkes, wurde die Puksa durch einen Damm aufgestaut, wodurch drei kleinere Seen zum Puksoosero verschmolzen. Die stetig wachsende Siedlung erhielt 1944 den Status einer Siedlung städtischen Typs.
Nach der Auflösung des ONEGA-ITL, wurde 1942 die Mechengsker Zweigstelle des Gulags KARGOPOL-ITL mit Verwaltungssitz in Puksoosero geschaffen. 1954 wurde die Zweigstelle zu einem selbstständigen Gulag, dem MECHRENG-ITL. Die zeitweise bis zu 14.800 Häftlinge, des bis 1960 bestehenden Lagers, wurden ausschließlich in der Holzwirtschaft eingesetzt. Nach der offiziellen Abschaffung der GULAGs, verblieben in Puksoosero zahlreiche Haftanstalten. So befanden sich zu Sowjetzeiten in und außerhalb der Siedlung 14 Arbeits- und Umerziehungslager (исправительно-трудовая колония) in denen mehr als 15.000 Personen inhaftiert waren, die in der Holzwirtschaft beschäftigt wurden.
Mit der Auflösung der Sowjetunion wurden die Arbeitslager geschlossen. Der Betrieb des nicht mehr konkurrenzfähigen Zellulosewerkes, einer der Hauptarbeitgeber der Siedlung, wurde 1994 schließlich eingestellt. Im Jahr 2001 erfolgte zudem die Stilllegung der Bahnstrecke Puksa – Puksoosero.

## Einwohnerentwicklung
Die folgende Übersicht zeigt die Entwicklung der Einwohnerzahlen von Puksoosero.
| Jahr | Einwohner |
| ---- | --------- |
| 1959 | 6.532     |
| 1970 | 9.851     |
| 1979 | 8.864     |
| 1989 | 4.255     |
| 2002 | 2.169     |
| 2010 | 1.212     |

Anmerkung: Volkszählungsdaten

## Wirtschaft und Infrastruktur
In Puksoosero sind nur zwei kleinere Unternehmen ansässig. Viele Bewohner arbeiten in den nahen Städten Mirny und Plessezk. Im Dorf befindet sich eine Schule, ein Krankenhaus sowie ein Internat. Die einzige Sehenswürdigkeit der Siedlung ist der See Puksoosero, welcher im Sommer ein beliebtes Ausflugsziel von Einheimischen der umliegenden Siedlungen und Städte ist. Der Ort besitzt keine Eisenbahnanbindung. Über eine Landstraße besteht eine Busverbindung zur Siedlung Puksa, welche an der Eisenbahnmagistrale Moskau – Wologda – Archangelsk liegt.